# Rüegsau
Rüegsau est une commune suisse du canton de Berne, située dans l'arrondissement administratif de l'Emmental. La station Hasle-Rüegsau du BLS est utilisée avec la communauté Hasle bei Burgdorf.

Photo aérienne de Rüegsauschachen prise à 300 m par Walter Mittelholzer (1922)